# Wonderland Sound and Vision
Wonderland Sound and Vision je produkční společnost producentů McG a Stephanie Savage. Společnost produkovala seriály O.C., Lovci duchů a Chuck.

## Historie

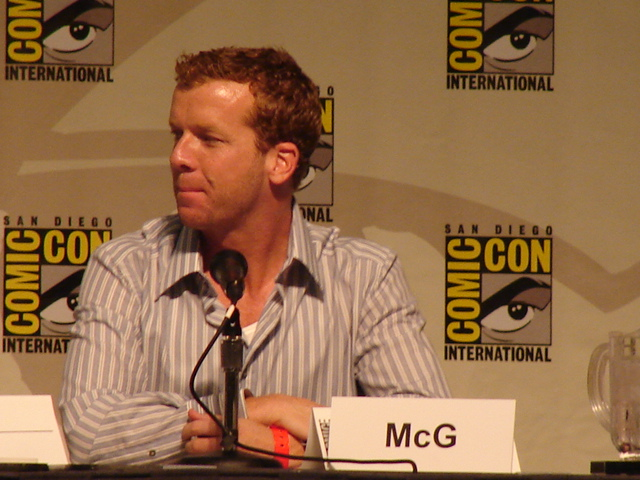
Spoluzakladatel McG Comic-Con International (2007)

McG a Stephanie Savage založili Wonderland Sound and Vision v roce 2000. Savage před tím byla viceprezidentkou produkční společnosti Drew Barrymoreové, Flower Films. Tam pracoval na filmech Charlieho andílci a Nepolíbená. V roce 2005 opustila Savage Wonderland, aby psala exkluzivně pro O.C.
David Manpearl, který dříve pracoval pro Columbia Pictures, se připojil ke společnosti v červnu 2002. Byl jmenovaný jako viceprezident pro vývoj na další rok a pracoval s McG a Savage na O.C.
V září 2004 se prezidentem Wonderlandu stal Pater Johnson, který předtím pracoval na O.C. jako starší viceprezident pro vývoj dramatu na Foxu.

## Columbia Pictures
V roce 2000 podepsal Wonderland první smlouvy s Columbia Pictures na filmy Hot Wheels, Radiant a Airshow. V roce 2003 bylo oznámeno, že smlouva s Columbia byla prodloužena na další tři roky. Peter Schlessel, prezident Columbia Pictures uvedl, že: „Máme skvělá partnerství s Wonderlandem a doufáme, že budeme podnikat s McG a Stephanie ještě dlouhou dobu.“